# Römisch-katholische Kirche in Myanmar
Die römisch-katholische Kirche in Myanmar umfasst nur eine  geringe Minderheit aller Einwohner. Die Zahl ihrer Mitglieder wird auf 600.000 geschätzt, mithin 1 % der Bevölkerung. 
Die Kirche in Myanmar wurde von portugiesischen Missionaren im 16. Jahrhundert gegründet. Eine katholische Hierarchie wurde erst im Jahr 1955 eingerichtet. Myanmar ist aufgeteilt in drei Kirchenprovinzen mit 16 Diözesen:
- Erzbistum Mandalay
  - Bistum Banmaw
  - Bistum Hakha
  - Bistum Kalay
  - Bistum Lashio
  - Bistum Mindat
  - Bistum Myitkyina
- Erzbistum Taunggyi
  - Bistum Kengtung
  - Bistum Loikaw
  - Bistum Pekhon
  - Bistum Taungngu
- Erzbistum Yangon
  - Bistum Hpa-an
  - Bistum Mawlamyine
  - Bistum Pathein
  - Bistum Pyay

Die Militärjunta beeinträchtigt seit den 1960er-Jahren die Entfaltung der katholischen Kirche. Eigene Schulen, Krankenhäuser oder eigene Presseorgane darf die katholische Kirche in Myanmar nicht unterhalten. Seit dem politischen Wandel 2010 verbessern sich langsam auch die Möglichkeiten der katholischen Kirche, sich in Bildung und Sozialwesen zu engagieren.
Die katholische Kirche engagiert sich maßgeblich im Wiederaufbau nach einem Zyklon Anfang August 2015.
Am 4. Mai 2017 wurde die Aufnahme voller diplomatischer Beziehungen zwischen Myanmar und dem Heiligen Stuhl auf dem Niveau einer Apostolischen Nuntiatur in Myanmar und der Entsendung eines Botschafters durch das Land bekanntgegeben. Am 12. August 2017 ernannte Papst Franziskus den bisherigen Apostolischen Delegaten, Erzbischof Paul Tschang In-Nam, zum ersten Apostolischen Nuntius.
Ende November 2017 reiste Papst Franziskus nach Myanmar und besuchte Yangon und Nay Pyi Taw.